# نهر حسين (أبشار)
نهر حسين (بالفارسية: نهرحسین) هي منطقة سكنية تقع في إيران في أبشار. يقدر عدد سكانها بـ 1,142 نسمة .